# Nicollet (Mondkrater)
Nicollet ist ein Einschlagkrater im Südwesten der Mondvorderseite in der Ebene des Mare Nubium, östlich des Kraters Bullialdus und westlich von Birt.
Der Krater ist kaum erodiert mit flachem Boden.
| Buchstabe | Position           | Durchmesser | Link |
| --------- | ------------------ | ----------- | ---- |
| B         | 20,17° S, 13,63° W | 4 km        |      |
| D         | 23,27° S, 12,32° W | 2 km        |      |

Der Krater wurde 1935 von der IAU nach dem französischen Mathematiker und Geographen Joseph Nicolas Nicollet offiziell benannt.